# علاء الدولة بن بايسنقر
ركن الدين علاء الدولة بن بايسنقر، أو علاء الدولة ميرزا، (1417 – 1460) كان أمير تيموري وحفيد حاكم آسيا الوسطى شاه رخ بن تيمورلنك. بعد وفاة جده، أصبح علاء الدولة متورطًا في صراع الخلافة الذي تلا ذلك. على الرغم من أنه كان يتمتع في البداية بميزة إستراتيجية، فقد تغلب عليه في النهاية منافسيه الأكثر نجاحًا. توفي علاء الدولة في المنفى بعد محاولات فاشلة عديدة لكسب العرش.

## الحياة والمسيرة المبكرة
ولد علاء الدولة في هراة في يونيو/ يوليو 1417، وهو الابن الأكبر لبايسنقر ميرزا، وهو الوحيد المولود من زوجة حرة. وبذلك يكون حفيد السلطان التيموري شاه روخ. كانت والدته، جان مالك آغا، ابنة القائد التيموري الأمير تشولبان كاوتشين، قد تزوجت سابقًا من ابن عم بايسنقر إسكندر ميرزا. على عكس إخوته الأصغر، نشأ علاء الدولة في الديوان الملكي إلى جانب ابن عمه عبد اللطيف ميرزا على يد جدتهما الإمبراطورة جوهر شاد. من المحتمل أنها وشاه رخ كانا يعتنيان بالأولاد، البكر لابنيهما البكر، كخلفاء محتملين للعرش. ومع ذلك، سرعان ما ظهر علاء الدولة باعتباره المفضل لدى جدته.
بعد وفاة بايسنقر المبكرة عام 1433، ورث علاء الدولة، الذي كان آنذاك ستة عشر عامًا، منصب والده أميرًا للديوان، وكذلك منصب حاكم مازندران، وهو موقع استراتيجي ومهم في دفاع الإمبراطوريات ضد القبائل الأوزبكية. ومع ذلك، يبدو أن تركيز الأمير كان أكثر على شؤون الديوان الملكي بدلاً من منصبه الرسمي. في العام التالي، شارك في حملة جده الثالثة في أذربيجان ضد قراقويونلو. عندما مرض شاه رخ عام 1444، دفعت جوهر شاد -متوقعًة لوفاته- الأمير القوي فيروزشاه لدعم خلافة علاء الدولة على العرش، مما أغضب الأمراء الآخرين. عندما تعافى شاه رخ من مرضه وعلم بذلك، وبخ فيروزشاه، الذي كان غير قادر على تحمل العار ومات بعد ذلك بسبب المرض.

## حرب الخلافة
توفي شاه رخ بسبب المرض في مسكنه الشتوي في الري بعد فترة وجيزة من إخماد ثورة حفيده الآخر، السلطان محمد، في مارس 1447. أرسلت جوهر شاد -التي كانت معه- رسالة سريعة إلى علاء الدولة -الذي كان قد ترك منصب نائب شاه رخ في هراة- وابلغته بوفاة السلطان. ومع ذلك، بينما كانت هي وعبد اللطيف يرافقان الجثة إلى هراة لدفنها، انقلب الأخير على جدته، وأخذها هي والجثة كرهينة. أسبابه في ذلك غير مؤكدة، حيث من الممكن أنه كان يحاول استباق علاء الدولة وتقديم ادعاءاته الخاصة إلى العرش. بدلاً من ذلك، قد يكون هذا جزءًا من خطة مرتبة مسبقًا لدعم ادعاءات والده أولوغ بيك، الذي كان في ذلك الوقت آخر أبناء شاه رخ الباقي على قيد الحياة. علاء الدولة، الذي كان يقضي وقته في هراة، أعلن نفسه سلطانًا بعد أن علم بالموقف ووزع خزينة جده على القوات. ثم شن جنود الأمير هجومًا على ابن عمه المنشق، حيث أطلقوا سراح الإمبراطورة الأرملة وأنقذوا جثة جده التي دفنها في ضريح جوهر شاد في هراة. 
خلال الأشهر القليلة التالية، تم تقسيم المناطق المختلفة للإمبراطورية التيمورية من قبل أحفاد شاه رخ، مع اختيار الأمراء المعنيين أن يظلوا حذرين ودفاعيين. خلال هذا الوقت، كان علاء الدولة في وضع يحسد عليه، حيث كان يسيطر على منطقة خراسان الغنية، والتي تضمنت العاصمة السابقة لجده هراة. بالإضافة إلى ذلك، أمر بولاء معظم نبلاء شاه رخ، وكذلك تمتع بفائدة الأرملة المؤثرة الإمبراطورة جوهر شاد.
وانتهت الفجوة في مايو عندما أخذ أولوغ بيك، الذي كان يحكم من سمرقند، أبو بكر، نجل محمد جوكي [الإنجليزية]، ووضع قواته الخاصة في بلخ، التي كانت في السابق أراضي الأخير. عندما سمع أولوغ بيك أن علاء الدولة قد جمع جيشه في خطوة لمنعه، نصحه أميره بالتصالح مع ابن أخيه. علاء الدولة -الذي علم للتو أن شقيقه أبو القاسم بابر كان يقوم بغارات بالقرب من هراة- وافق على الاقتراح، مما سمح لألوغ بيك بالاحتفاظ بالكثير من أراضي أبو بكر السابقة. وبينما سار علاء الدولة إلى مشهد لمواجهة قوات أخيه، حثهما أمراء كلا الأميرين على التحالف، مشيرين إلى أن أولوغ بيك كان يهدف إلى الانتصار التام على منافسيه. وافقوا على الحدود في خابوشان وعادوا إلى عواصمهم.
في شتاء ذلك العام، تورط علاء الدولة في شجار مع عبد اللطيف، الذي كان متمركزًا في بلخ كحاكم لوالده. شن علاء الدولة حملة على ابن عمه ونهب المنطقة. استخدم أولوغ بيك هذا كذريعة للهجوم، وبالتعاون مع عبد اللطيف، شن هجومًا على ابن أخيه في ربيع عام 1448. التقى الجيشان في ترناب، حيث هُزم علاء الدولة، مما أجبره على الانسحاب إلى أبو القاسم بابر في أستار آباد. احتلت قوات أولوغ بيك مشهد، بينما احتل عبد اللطيف هراة. مع هذا الفشل، فقد علاء الدولة الكثير من الدعم بين أتباعه ولم يسترد تفوقه السابق. حتى جدته جوهر شاد شككت فيه، ولجأت بدلاً من ذلك مع أخيه سلطان محمد في أصفهان، وجلبت معها العديد من أقاربها والنبلاء وعدد كبير من الجنود.

## الصراع مع إخوته
بحلول فبراير 1449، كان أبو القاسم بابر قد سيطر على هراة، بعد أن ألحق هزيمة في وقت سابق بأولوغ بيك. على الرغم من أن علاء الدولة كان لا يزال معه في هذه المرحلة، إلا أن أبو القاسم بابر كان الآن بلا شك الأبرز بين الاثنين. على الرغم من ذلك، لا يزال علاء الدولة يشكل تهديدًا بسبب شعبيته بين سكان خراسان بالإضافة إلى تلقيه استحسان جدتهم المستمر. لذلك اختار أبو القاسم بابر سجنه مع ابنه إبراهيم.
ومع ذلك، سرعان ما هرب علاء الدولة، فر أولاً إلى غور ثم إلى سيستان. وعندما واصل شقيقه ملاحقته، تراجع إلى يزد، ثم احتلها السلطان محمد. شجع علاء الدولة، إلى جانب جوهر شاد، السلطان محمد على السير إلى هراة، مما أدى إلى هزيمة قوات أبو القاسم بابر والاستيلاء على المدينة. مثل شقيقه، كان السلطان محمد قلقًا من استمرار دعم علاء الدولة في المنطقة وأرسله بعيدًا إلى كابل للعمل كحاكم. ومع ذلك، بحلول عام 1451، حصل علاء الدولة على دعم قبيلة آرلات -التي تربطه بها علاقة زواج - مما سمح له بالقيام بمحاولة أخرى للعرش. بينما كان السلطان محمد غائبًا في قتال أخيهم بابر، سيطر علاء الدولة على هراة بمساعدة سكان المدينة. السلطان محمد، الذي واجه تمردًا بين نبلائه، لم يكن قادرًا على مواجهة ذلك، وبدلاً من ذلك اضطر إلى تخصيص الموارد لإعادة تأسيس سيطرته على مناطقه المركزية. ومع ذلك، استغل أبو القاسم بابر هذه الفرصة لمحاولة استعادة هراة بنفسه. عند اقترابه تراجع علاء الدولة إلى بلخ، رغم أنه حتى في غيابه تطلب الأمر حصارًا طويلًا من قبل أبو القاسم بابر لكسب استسلام المدينة.
في يونيو من ذلك العام، قام علاء الدولة بمحاولة للاستيلاء على سمرقند من عبد الله ميرزا، الذي استولى على المدينة بعد مقتل أولوغ بيك وعبد اللطيف. استولى علاء الدولة على مدن شابورقان وبلخ وحيسار، ومن هناك خطط لغزوه. خرج عبد الله من شهرسبز لمقابلته، على الرغم من انفصال كلا الجيشين دون قتال، مع عودة كل حاكم إلى مدينته. ثم تبعها علاء الدولة بمحاولة أخرى للاستيلاء على هراة، وهذه المرة في تحالف مع قراقويونلو، والذي فشل أيضًا. أدى ذلك إلى سمل عينيه بواسطة أبو القاسم بابر كعقاب له.

## السنوات الأخيرة والموت
في السنوات التالية، تم إعدام عبد الله ميرزا على يد أبو سعيد ميرزا، حفيد ميران شاه شقيق شاه رخ الأكبر، بينما قُتل السلطان محمد على يد أبو القاسم بابر، الذي توفي هو نفسه عام 1457. خلف الأخير، ابنه محمود البالغ من العمر 11 عامًا، طُرد من هراة على يد إبراهيم ابن علاء الدولة بعد حكم استمر لأسابيع قليلة. ومع ذلك، فر إبراهيم نفسه عند اقتراب أبو سعيد في يوليو من ذلك العام، على الرغم من أن الأخير فشل في الاستيلاء على المدينة. جذبت هذه النزاعات انتباه جهان شاه، حاكم قراقويونلو، الذي هزم إبراهيم بالقرب من أستار آباد، مما أجبره على الانسحاب إلى هراة، حيث انضم إليه قريبًا علاء الدولة وقواته. ومع ذلك، لم يكن لدى أي منهما القوة لمقاومة جهان شاه وأجبروا على التخلي عن المدينة، التي تم الاستيلاء عليها في يونيو 1458.
في الربيع التالي، تحالف الأميران مع السلطان سنجر، الذي كان حفيد شقيق شاه رخ الأكبر عمر شيخ، ضد أبو سعيد. التقت القوتان في معركة سرخس حيث خرج أبو سعيد منتصرا. بينما تم القبض على السلطان سنجر وإعدامه، هرب علاء الدولة وابنه، على الرغم من وفاة إبراهيم بعد بضعة أشهر فقط. توفي علاء الدولة نفسه عام 1460، أثناء وجوده في المنفى في إقليم رستمدار المطل على بحر قزوين. دفن في مجمع ضريح جوهر شاد في هراة.

## العائلة

### زوجاته
- زينب، ابنة ياديغار شاه أرلات
- مرد سلطان آغا، ابنة بارات خواجا بخشي

### الأبناء
- بايسنقر ميرزا (1435 – 1456) (بواسطة زينب)
- إبراهيم ميرزا (1440 – 1459) (بواسطة مرد سلطان آغا)
- رقية سلطان بيجوم - تزوجت من أبو سعيد ميرزا
- شاهزاده